# Bate
Bate – wieś w Słowenii, w gminie miejskiej Nova Gorica. W 2018 roku liczyła 165 mieszkańców. 